# Мутизиевые
Mutisioideae — подсемейство цветковых растений семейства Астровые (Asteraceae).
Растения встречаются, преимущественно, в Новом Свете, несколько видов произрастает в Африке, Азии и Австралии.
Подсемейство включает около 630 видов в, примерно, 44 родах; выделяют три трибы:
- Mutisieae — включает около 12 родов;
- Nassauvieae — включает около 26 родов;
- Onoserideae — включает 6 родов.